# Selkäsaari (ö i Norra Karelen, Mellersta Karelen, lat 62,11, long 29,90)
Selkäsaari är en ö i Finland. Den ligger i sjön Orivesi och i kommunen Kides i den ekonomiska regionen  Mellersta Karelens ekonomiska region  och landskapet Norra Karelen, i den sydöstra delen av landet, 300 km nordost om huvudstaden Helsingfors. Öns area är 2,4 hektar och dess största längd är 360 meter i sydöst-nordvästlig riktning.